# Billy the Kid (Comic)

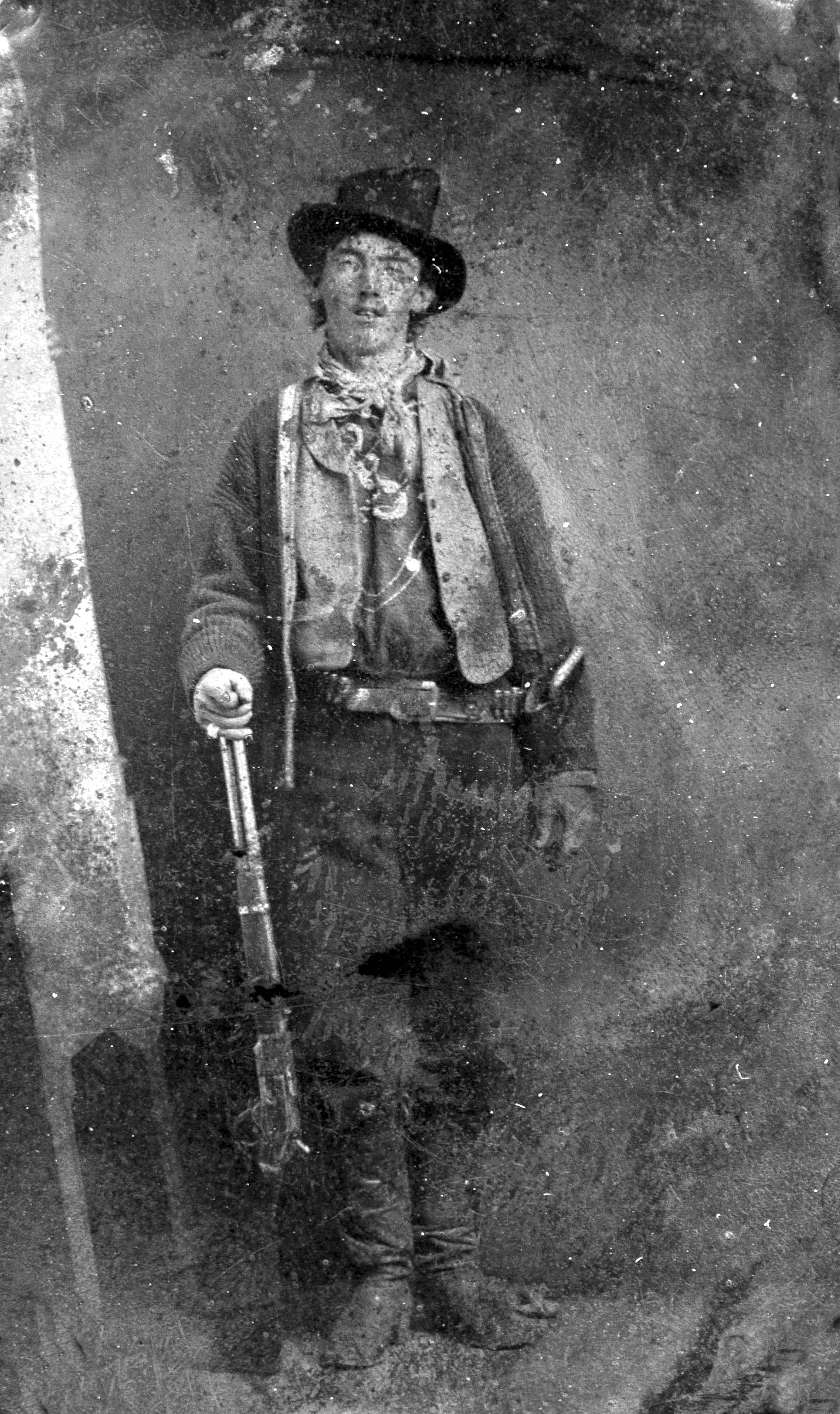
Der reale Billy the Kid 1880

Billy the Kid ist ein Comic-Band aus der Lucky-Luke-Reihe, der von Morris gezeichnet und von René Goscinny getextet wurde. Nach der originalen Zählung ist er Band 20. In der Zählung des Ehapa-Verlages (beziehungsweise zu Beginn: des Delta-Verlages aus Ehapa und Dargaud) ist dieser Band der 37. der Reihe. Der Band wurde 1961 in Fortsetzungen im frankobelgischen Comicmagazin Spirou und 1962 bei Dupuis als Album veröffentlicht. Die deutsche Erstveröffentlichung fand 1968 im Heft FF Super Tip Top Nr. 11 aus dem Kauka-Verlag statt, in der unzensierten Version. Die Nachauflage 1971 als FF-Album Nr. 2 sowie ab 1983 die Ausgabe im Delta-Verlag präsentierten nurmehr eine gekürzte Eingangssequenz.
Für die Lucky-Luke-Zeichentrickserie wurde dieser Band verfilmt.

## Inhalt
Als Lucky Luke in Fort Weakling ankommt, ist er überrascht. Der sonst so fröhliche Ort scheint völlig verändert zu sein. Schon bald erfährt er den Grund. Die Bewohner werden von dem Halbstarken Billy the Kid terrorisiert. Lucky Luke, der sich Billy the Kids Willen natürlich nicht beugt, wird schon bald von einem Zeitungsherausgeber namens Josh Belly gebeten, dafür zu sorgen, dass Billy die Stadt verlässt. Nachdem seine Versuche, Billy vor Gericht zu verklagen und einzusperren, am Widerstand der verängstigten Bewohner scheitern, schmiedet Lucky Luke einen Plan. Er inszeniert sich als neuer Desperado, der noch viel schlimmer ist als Billy the Kid. Er überfällt eine Postkutsche, raubt eine Bank aus und fordert Billy schließlich zum Duell heraus. Billy the Kid wird für die Bürger zum Beschützer, womit er schließlich nicht mehr klarkommt und vor dem Duell weinend zusammenbricht. Lucky Luke klärt die Bürger auf und sagt ihnen, dass sie zusammen stärker sein können als jeder Bandit. Billy the Kid wird verhaftet und kommt ins Gefängnis. Die Bewohner von Fort Weakling haben ihre Lektion gelernt: Auf der letzten Seite sieht man, wie sie vor dem anderen berühmten Desperado Jesse James keine Angst mehr haben und ihn teeren und federn.

## Zensur
Von dieser Ausgabe existieren Versionen, in denen die ersten zwei Seiten auf eine Seite gekürzt wurden. Hauptgrund dafür ist eine Szene, in der Billy als Baby an einem Revolver nuckelt, was für eine Kinder- und Jugendpublikation als unangemessen empfunden wurde.

## Weitere Auftritte der Figur Billy the Kid bei Lucky Luke
Billy the Kid taucht in mehr als einem Dutzend weiterer Lucky-Luke-Alben auf.
Die Geschichte des in diesem Artikel beschriebenen Bandes erfährt eine Fortsetzung im 28. Lucky-Luke-Album Die Eskorte. 
Im unmittelbar nach dem Band Billy the Kid veröffentlichten Album Die schwarzen Berge erscheint Billy the Kid im viertletzten Panel als Gefängnisinsasse neben den Daltons sowie den beiden nunmehr verurteilten Bösewichten jenes Albums.
Vier Jahre vor der Veröffentlichung des Albums Billy the Kid hatte selbiger einen ersten Kurzauftritt gehabt im Band Lucky Luke gegen Joss Jamon, allerdings mit gänzlich anderem Aussehen als in den folgenden Darstellungen – ähnlich wie jenes im Band Die Gesetzlosen (wiederum weitere vier Jahre zuvor, also 1954 erschienen), in dem Billy the Kid zu Beginn auf einem Steckbrief zu sehen ist.
Einen Kurzauftritt hat Billy the Kid im Band Jesse James, eine Nebenrolle spielt er in Album Nummer 69 Belle Starr.
Ferner erwähnt wird Billy the Kid in der Kurzgeschichte Aller Anfang ist schwer in Band 78 Die Reisschlacht, allerdings wird sein Konterfei nur auf einem Steckbrief gezeigt. In der Geschichte selbst sieht man statt ihm nur ein Schild mit der Aufforderung die Wertsachen abzulegen, er sei gleich wieder da (was ein vorbei kommender Passant auch befolgt). Ebenfalls auf einem Steckbrief erscheint Billy the Kid vor Lucky Lukes geistigem Auge im Album Western Circus.
Im Band Der Daily Star lässt sich Lucky Luke wegen Papiermangels beim örtlichen Sheriff Steckbriefe geben, um auf die Rückseite die Zeitung zu drucken. Diese Steckbriefe zeigen Billy the Kid und nennen ihn namentlich.
Auch der Zeichner Achdé verewigte Billy the Kid, ähnlich der Darstellung von Morris, in jeweils einem Panel der Alben Schikane in Quebec, Lucky Luke gegen Pinkerton sowie auf einem Steckbrief in Auf eigene Faust (neben einem Steckbrief seines Komplizen Bert Malloy aus dem Band Die Eskorte). Kurzauftritte hat Billy the Kid in den Alben Der Mann aus Washington und Letzte Runde für die Daltons sowie in der Kurzgeschichte Stille Nacht, Rantanplan wacht! im Album Ein Menü mit blauen Bohnen. In letztgenanntem begegnet Lucky Luke in einer anderen Kurzgeschichte namens Lucky Luke und Machine Gun Kid Billy the Kids Vetter Dan Bonney.